# Wadsworth (Illinois)
Wadsworth – wieś w Stanach Zjednoczonych, w stanie Illinois, w hrabstwie Lake.